# Matsuwa (1942)
Matsuwa (jap. 松輪) – japoński eskortowiec typu Etorofu z czasów II wojny światowej. Stępkę pod okręt położono 20 lutego 1942 roku w stoczni Mitsui, gdzie jednostkę zwodowano 19 kwietnia tego samego roku. 23 marca 1943 roku okręt wszedł do służby w cesarskiej marynarce wojennej, po czym wziął udział w wojnie na Pacyfiku. 22 sierpnia 1944 roku okręt został zatopiony w pobliżu Filipin przez amerykański okręt podwodny USS "Harder" (SS-257)